# ㅇ계 합용 병서
ㅇ계 합용 병서(-系合用竝書)는 한글 겹낱자의 조합 원리 중 하나인 합용 병서 중 ㅇ으로 시작하는 겹낱자를 말한다. 외국어 발음을 표기하기 위해서 만들어졌다. ᅁ, ᅂ, ᅄ, ᅅ, ᅋ 등이 있으며, ᅄ는 영어 v를, ᅋ는 영어 f를 표기하기 위하여 근대에 만들어졌다. 지금은 모두 사용되지 않는다.